# Hiperénor
En la mitología griega Hiperénor o Hiperenor (en griego Ὺπερήνωρ) era uno de los hijos de Poseidón y Alcíone. Su hermano fue Hirieo y su hermana Etusa. Aretusa, la hija de Hiperénor, tuvo ayuntamiento con Posidón en la beocia Euripo y fue transformada en una fuente de Calcis por Hera, como relata Hesíodo. De Hiperénor desciende Elefénor, caudillo de Eubea durante la guerra de Troya, en esta sucesión: Hiperénor - Aretusa - Abante - Calcodonte - Elefénor.
Pausanias lo llama Hiperes (Ὑπέρης) y lo hace hermano de Antas. Dicen de estos que fundaron en la región las ciudades de Hiperea y Antea. Aetio, hijo de Antas, heredó el reino de su padre y de su tío y dio el nombre de Posidoníada a una de las ciudades. Cuando Trecén y Piteo fueron junto a Aetio, hubo tres reyes en lugar de uno, pero los hijos de Pélope tuvieron más poder. Ésta es la prueba: a la muerte de Trecén, Piteo congregó a sus habitantes en la ciudad actual y dio nombre a Trecén por su hermano después de unir Hiperea y Antea. Se cree que dos marcas de vino de Trecén, el anthedonias y el hypereias, llevan el nombre de ciertos Anto e Hípero, que aparentemente son los mismos que Antas e Hiperes.